# ネスラー試薬

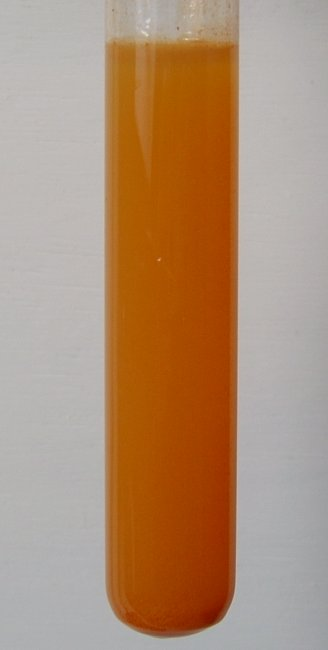
アンモニアに反応し、褐色の沈殿を生じたネスラー試薬

ネスラー試薬（ネスラーしやく、英: Nessler's reagent）は、微量のアンモニアを検出するために用いられる試薬である。
CAS登録番号は7783-33-7。
1856年にドイツの農芸化学者・ユリウス・ネスラーにより発見された。

## 性質
- ヨウ化水銀(II)水溶液と、ヨウ化カリウム水溶液の混合物。
- 水酸化カリウムも含むため、強塩基(強アルカリ)を示す
- 淡い黄色の液体。無臭。揮発性は無い。
- 不燃性。
- 試料（水溶液）に滴下して振り混ぜると、アンモニアを含む場合は反応し、褐色の沈殿　NHg2I　を生じる[1]。

## 感度
試料に存在する微量のアンモニアに反応する。その感度は試料2 μL中、約0.3 μg NH3である。

## 毒性
水銀を含んでおり、人体、生物、環境に対して有毒である。

## 最近の傾向
- かつての水質検査では定番の試薬であり、また理科の実験にも用いられていたが、その毒性や環境汚染への懸念からネスラー試薬は使われなくなりつつある。
- 厳密さを求めるような場合を除き、試料中のアンモニア（アンモニウムイオン）の検出、定量化は、共存する亜硝酸イオンや硝酸イオンの検出、定量化によって間接的に推定する方法が主流である。また、塩化水素を近づけて、塩化アンモニウムの白煙によりアンモニアの検出を行う方法もある。